# Estación de Trinitat
Trinitat (anteriormente Primat Reig) es una estación de las líneas 4 y 6 de Metrovalencia. Fue inaugurada el 21 de mayo de 1994. Se encuentra en el barrio y distrito de Benimaclet, frente al número 13 de la calle de Cofrentes.
En el año 2022, el nombre de la estación cambió a "Trinitat", con el fin de dar relevancia a uno de los barrios próximos a la estación.